# Mohi Zoltán
Mohi Zoltán (Szolnok, 1967. május 6. –) magyar vízilabdázó, olimpikon.
1979-ben kezdett vízilabdázni Szolnokon. 1983-ban mutatkozott be a magyar első osztályban. Ugyanebben az évben az Ifjúsági Barátság Versenyen első volt. 1984-ben az IBV-n második, az ifjúsági Európa-bajnokságon negyedik lett. A következő évben a junior vb-n és az ifjúsági Eb-n ezüstérmet szerzett. A magyar bajnokságban újra bronzérmet nyert. Az 1985–1986-os szezonban bronzérmet szerzett az ifi Eb-n. Ekkor mutatkozott be a felnőtt válogatottban. A magyar kupában első volt. 1987-ben második helyezett lett a magyar bajnokságban. Az Európa-bajnokságon ötödik lett. 1988-ban tagja volt a szöuli olimpián ötödik helyen végzett csapatnak. A bajnokságban  bronzérmes volt.
1989-ben a bajnokságban 4., a kupában harmadik volt. 1990-ben ob 7., 1992-ben ob 5. helyezést ért el.
A Szolnok színeiben több mint 500 elsőosztályú mérkőzésen szerepelt.
1999 nyarán kinevezték a Szolnoki VSC vezetőedzőjének. Ezt a posztot 2000 novemberéig töltötte be. 2008-ban a Szolnoki Főiskola VSC ügyvezető igazgatója, majd a Szolnoki Dózsa klubelnöke lett.

## Eredményei
- Junior világbajnokság
  - ezüstérmes: 1985
- Ifjúsági Európa-bajnokság
  - ezüstérmes: 1985
  - bronzérmes:1986

- Magyar bajnokság
  - ezüstérmes: 1987
  - bronzérmes: 1983, 1985, 1988